# Irina Starych
Irina Aleksandrowna Starych z d. Maksimowa (rus. Ири́на Алекса́ндровна Стары́х z d. Максимова; ur. 26 sierpnia 1987 w Kurganie) – rosyjska biathlonistka, czterokrotna mistrzyni Europy, medalistka mistrzostw świata juniorów, parokrotnie stawała na podium zawodów Pucharu Świata.
Starych pierwotnie znalazła się w kadrze olimpijskie na igrzyska olimpijskie w Soczi w 2014 roku. Jednak na kilkanaście dni przed igrzyskami Międzynarodowa Unia Biathlonu (IBU) poinformowała o pozytywnym wyniku testu antydopingowego Starych. W efekcie rosyjska federacja biathlonu usunęła ją z kadry olimpijskiej. W lipcu 2014 IBU podjęła decyzję o nałożeniu na Starych kary dwuletniej dyskwalifikacji, anulowano również wszystkie wyniki, uzyskane przez nią po 23 grudnia 2013.
W maju 2021 r. zakończyła karierę.

## Osiągnięcia

### Mistrzostwa świata
| Rok  | Miejscowość | Konkurencje | Konkurencje | Konkurencje | Konkurencje | Konkurencje | Konkurencje | Konkurencje |
| Rok  | Miejscowość | IN          | SP          | PU          | MS          | RL          | MR          | SR          |
| ---- | ----------- | ----------- | ----------- | ----------- | ----------- | ----------- | ----------- | ----------- |
| 2017 | Hochfilzen  | 42.         | 24.         | 4.          | 15.         | 10.         | –           | nd.         |
| 2019 | Östersund   | –           | 44.         | 45.         | –           | –           | –           | –           |
| 2020 | Anterselva  | 32.         | 53.         | 24.         | –           | 8.          | 6.          | –           |

### Mistrzostwa świata juniorów
| 2005 Kontiolahti (Finlandia) | 17. miejsce (IN), 12. miejsce (SP), 14. miejsce (PU), 3. miejsce (RL) |
| 2006 Presque Isle (USA)      | 2. miejsce (IN), 2. miejsce (SP), 5. miejsce (PU), 2. miejsce (RL)    |

### Mistrzostwa Europy
| 2013 Bansko (Bułgaria)       | 17. miejsce (IN), 1. miejsce (SP), 7. miejsce (PU), 5. miejsce (RL) |
| 2017 Duszniki-Zdrój (Polska) | 1. miejsce (IN), 3. miejsce (SP), 1. miejsce (PU), 1. miejsce (MR)  |

### Puchar Świata

#### Miejsca w klasyfikacji generalnej
| Sezon     | Miejsce        |
| --------- | -------------- |
| 2012/2013 | 75             |
| 2013/2014 | 34.            |
| 2014/2015 | nie startowała |
| 2015/2016 | nie startowała |
| 2016/2017 | 39.            |
| 2017/2018 | -              |
| 2018/2019 | 29.            |
| 2019/2020 | 46.            |

#### Miejsca na podium chronologicznie
| Lp. | Dzień      | Rok  | Miejscowość      | Konkurencja             | Lokata | Pudła   | Czas biegu  | Strata | Zwycięzca           |
| --- | ---------- | ---- | ---------------- | ----------------------- | ------ | ------- | ----------- | ------ | ------------------- |
| 1.  | 6 grudnia  | 2013 | Hochfilzen       | Sprint na 7,5 km        | 3.     | 0+0     | 23:19.0 min | +2.1 s | Selina Gasparin     |
| 2.  | 15 grudnia | 2013 | Le Grand-Bornand | Bieg pościgowy na 10 km | 2.     | 0+0+0+0 | 28:09.6 min | +4.6 s | Wałentyna Semerenko |

### Puchar IBU/Europy
| Sezon     | Miejsce |
| --------- | ------- |
| 2009/2010 | 94      |